# Kolkswaterkering
Kolkswaterkering (brug 301) is een vaste brug in Amsterdam-Centrum.
De drukke verkeersbrug is gelegen in de Prins Hendrikkade en overspant de monding van de Oudezijds Kolk in het Oosterdok. Rondom de brug staat een aantal rijksmonumenten, waarvan de Schreierstoren het bekendst is. De brug wordt op afbeeldingen soms verward met de Hoofdbrug, dit komt omdat als men vanuit het noorden kijkt de ingang ten oosten van de Schreierstoren ligt, terwijl de Oudezijds Kolk juist ten westen van de toren begint. De Kolkswaterkering en de Hoofdbrug liggen parallel aan elkaar, die laatste overspant de Geldersekade.
De door Cornelis Anthonisz. geschilderde plattegrond van Amsterdam uit 1538 laat al wel de Oudezijds Kolk zien te noorden van de Zeedijk, een brug of sluis is nog niet ingetekend (de sluis ligt dan ter hoogte van de Zeedijk). Zijn plattegrond uit circa 1557 laat er een ophaalbrug zien, op de kop van het Kamperhoofd, ook wel Schreiershoek. Op de militaire kaart van Jacob van Deventer uit 1560 is ook een oeververbinding te zien. Pieter Bast tekende in 1599 ook een brug, al staat de Scheierstoren dan nog in het water van het IJ (de brug ligt dan dus nog zuidelijk van de toren). Een kaart verder in de geschiedenis van Amsterdam uit 1625 van de hand van Balthasar Florisz. van Berckenrode liet opnieuw een brug zien, maar dan ook al met een gedeelte daarvan noordelijk van de toren in een doorgaande kade (Oude Teer Tuynen) met ook de Hoofdbrug. In 1710 tekende Pieter Schenk een prent met opnieuw beide bruggen.
De moderne geschiedenis begint midden 19e eeuw als Julien Damoy bij een foto voor een ansichtkaart met de Schreierstoren (La tour des pleureurs) ook twee houten ophaalbruggen fotografeert, de Kolkswatering en de Hoofdbrug. Ten tijde van 1891 is van houten ophaalbruggen geen sprake meer; er is een vaste brug te zien met torentjes met daarop lantaarns op de in het IJ uitstulpende landhoofden (Foto Gustaaf Oosterhuis; de Hoofdbrug kreeg hetzelfde uiterlijk). De ophaalbruggen verdwenen hier, omdat er een verbreding moest komen van de Prins Hendrikkade. Het toenemende landverkeer, waaronder ook eerste de paardentram en later de elektrische tram maakte verbreding noodzakelijk. In de loop van de 20e eeuw moest ze ook keer op keer verbreed en verstevigd (bijvoorbeeld in 1962 en 1980) worden, de gemeente Amsterdam had de Prins Hendrikkade aangewezen als hoofdverkeersroute naar de IJtunnel. In 2018 loopt er dan ook een vierbaansweg uitlopend tot vijfbaansweg over de brug met aan de zuidkant nog voet- en fietspaden, aan de noordzijde ligt nog een wandelkade.
De bekendste kunstenaar die de brug heeft vastgelegd is zonder meer Jacob Maris. Hij schilderde ook weer beide bruggen rond 1875; beide bruggen werden rond 1876 vervangen door een liggerbrug.

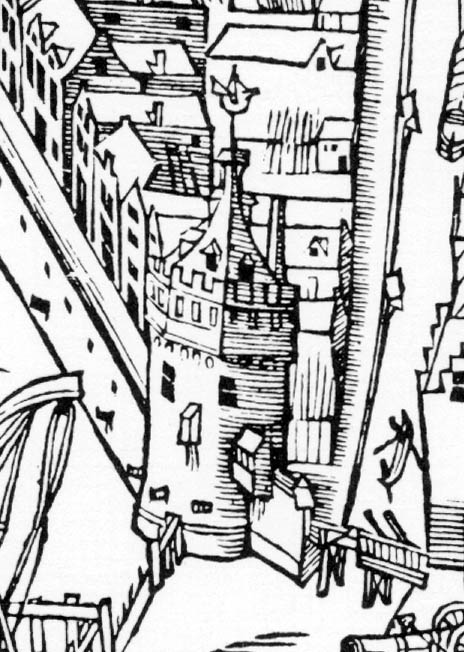
Schreierstoren met brug volgens Cornelis Anthonisz. in 1544
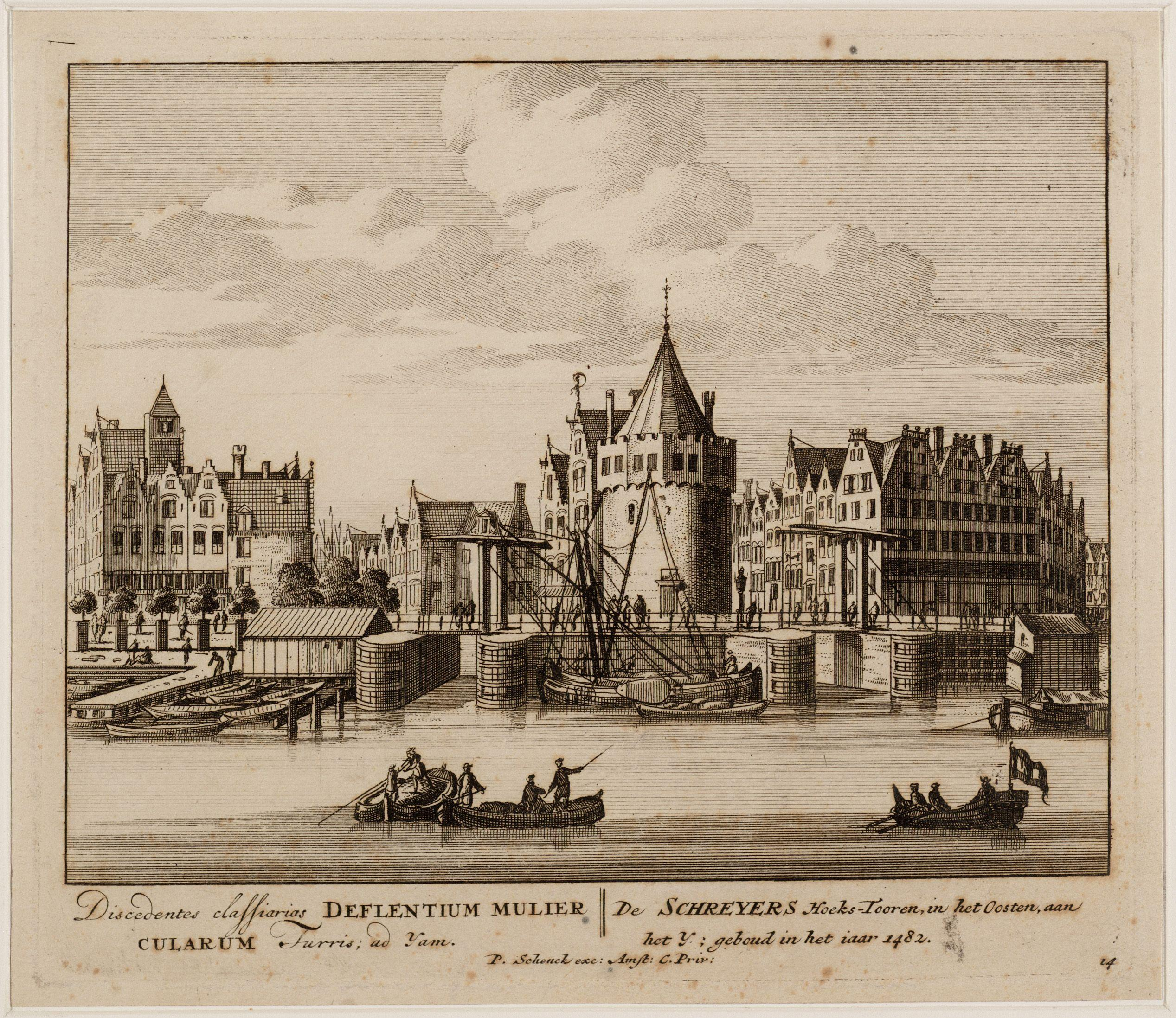
Hoofdbrug (l) en Kolkswaterkering (r) door Pieter Schenk
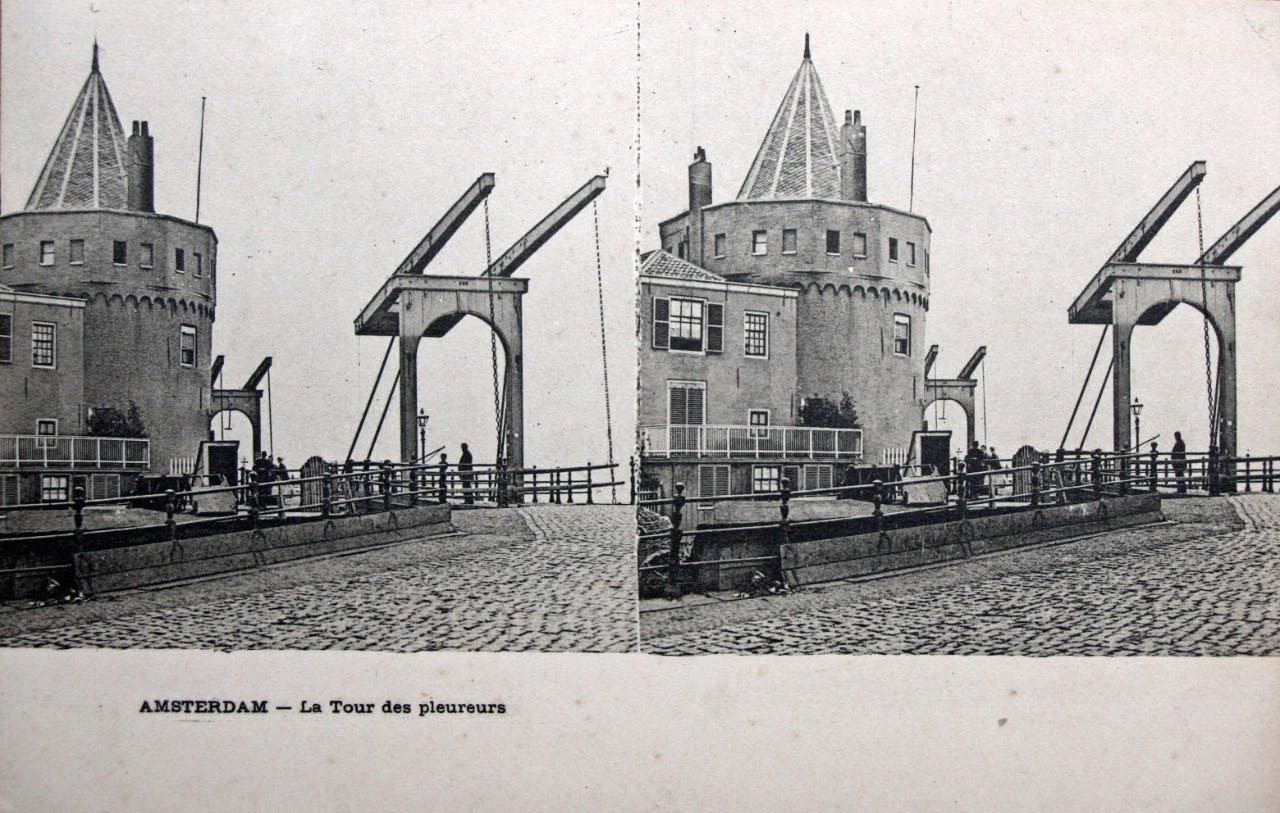
Foto van Julie Damoy
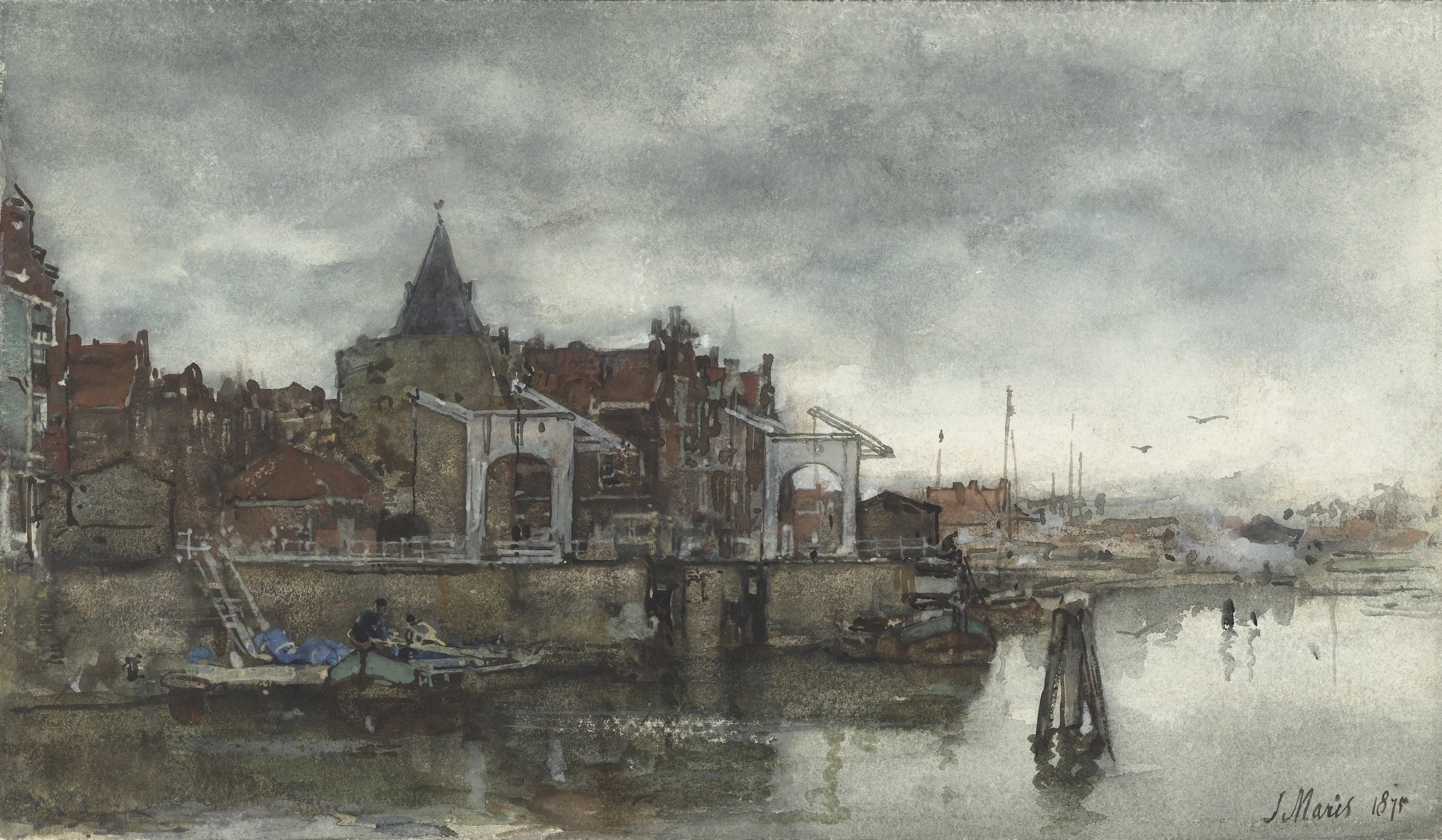
De bruggen volgens Maris (1875)
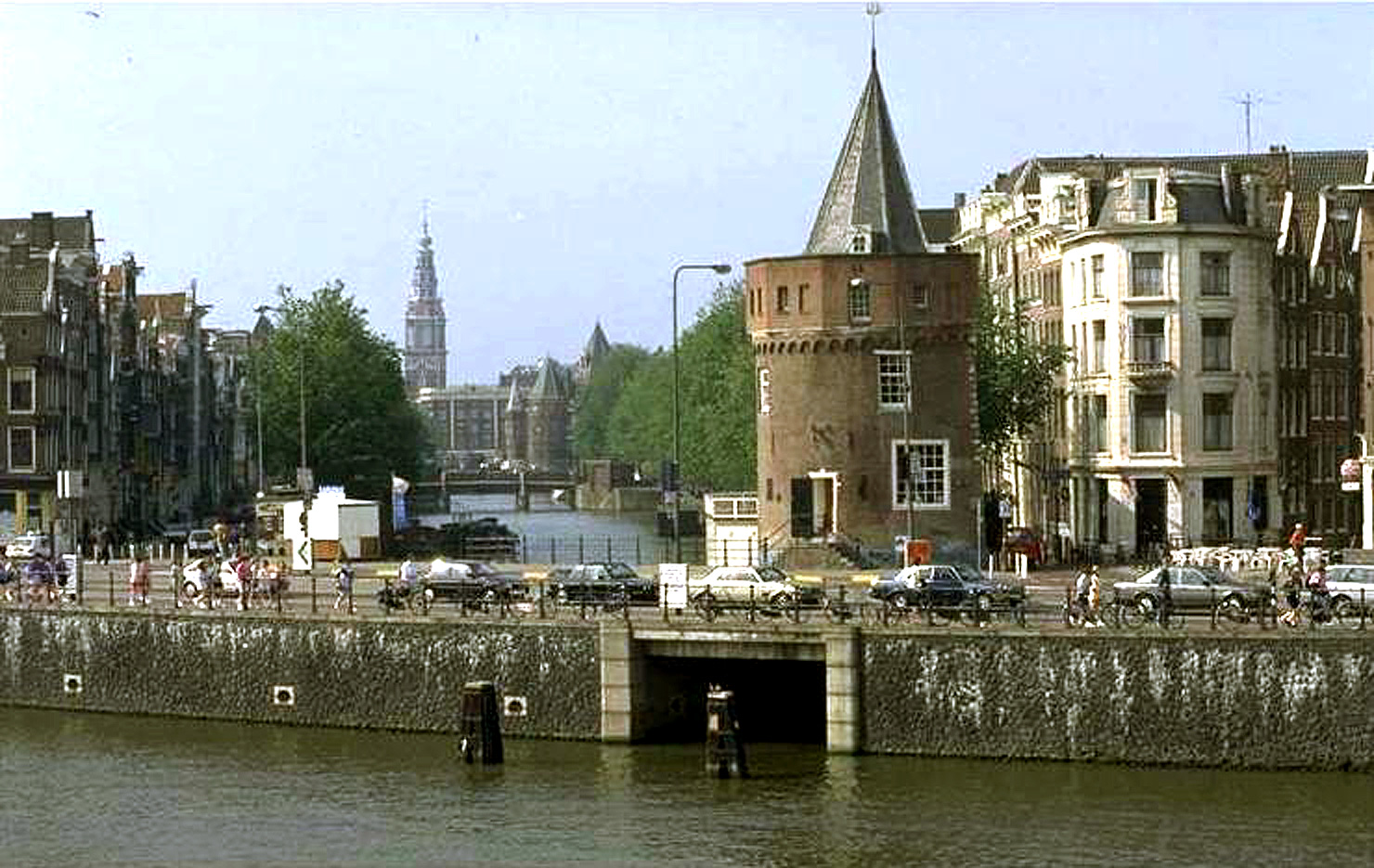
De brug lijkt de verbinding te verzorgen met het water daarachter, de Gelderskade, maar de overspanning loopt in werkelijkheid voor de Schreierstoren langs naar de gracht rechts van het witte hoekhuis
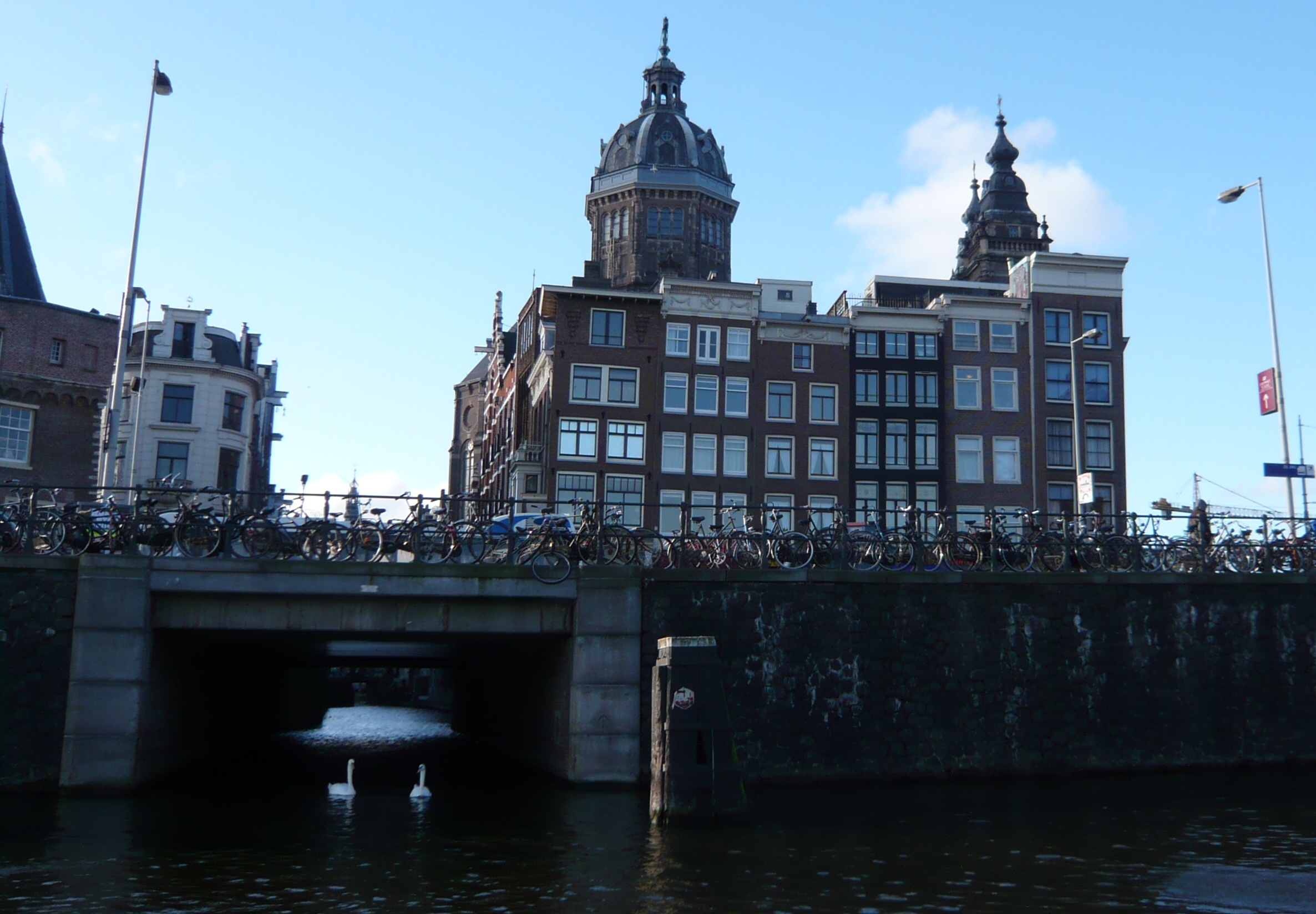
De brug in 2009
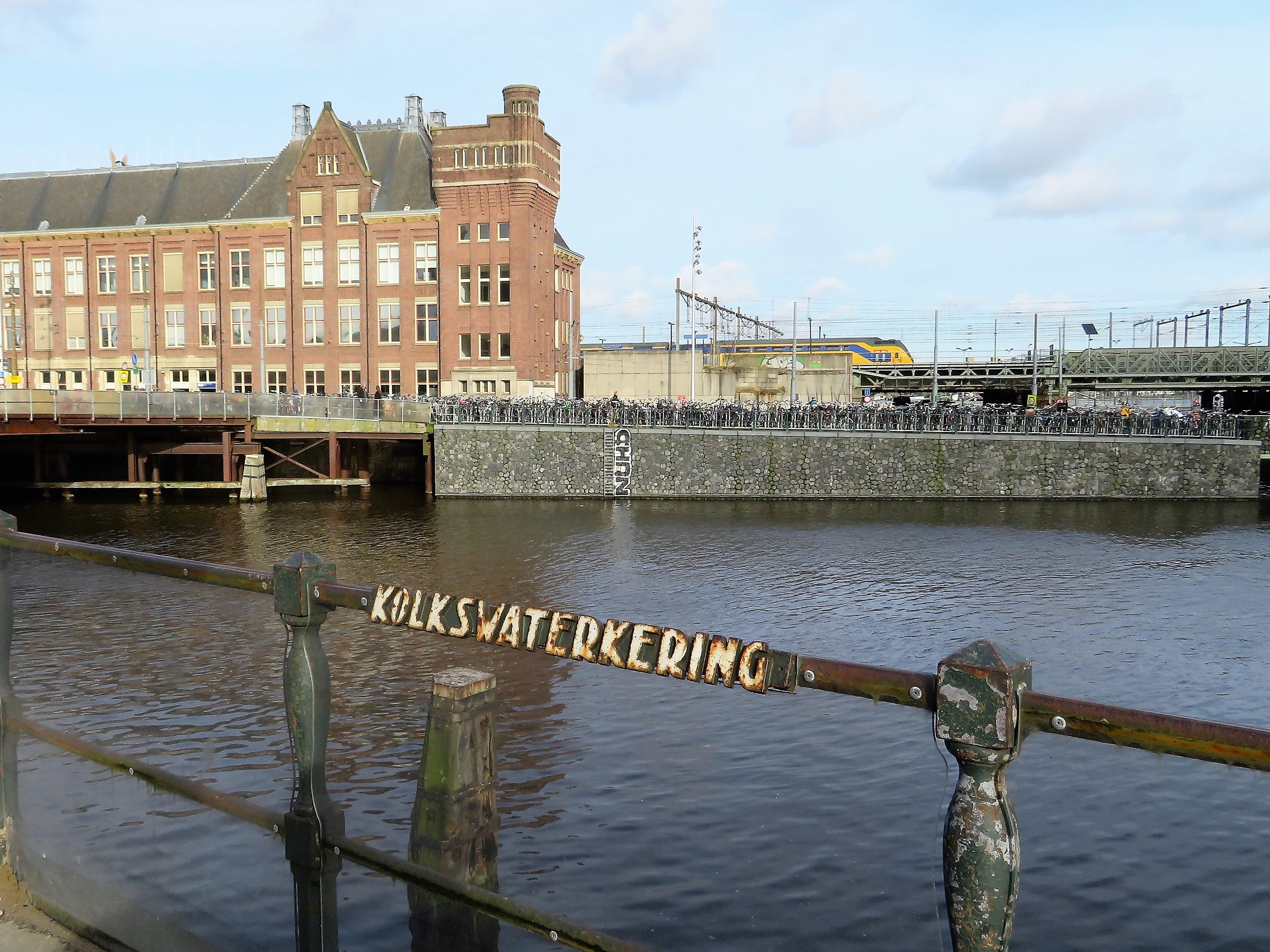
2018

<<< · 300 · 301 · 302 · 303 · 304 · 305 · 306 · 307 · 308 · 309 · 310 · 311 · 312 · 313 · 314 · 315 · 316 · 317 · 318 · 320 · 321 · 322 · 323 · 324 · 325 · 327 · 328 · 330 · 331 · 332 · 333 · 334 · 335 · 336 · 337 · 338 · 339 · 340 · 341 · 342 · 343 · 344 · 345 · 346 · 347 · 348 · 349 · 350 · 351 · 352 · 353 · 354 · 355 · 356 · 357 · 358 · 359 · 360 · 361 · 362 · 363 · 364 · 365 · 366 · 367 · 368 · 371 · 372 · 373 · 374 · 375 · 376 · 377 · 378 · 379 · 380 · 381 · 382 · 383 · 385 · 386 · 387 · 388 · 389 · 390 · 391 · 392 · 393 · 394 · 395 · 396 · 397 · 398 · 399 · >>>
Brugnummers 319, 326, 329 (tijdelijke duiker in de Ringspoordijk), 369, 370, 384 zijn niet (meer) vergeven.